# اسبن هولمبو بانگ
اسبن هولمبو بانگ (دانمارکی: Esben Holmboe Bang؛ زادهٔ ۱۹ ژوئیهٔ ۱۹۸۲) سرآشپز و رستوران‌دار اهل دانمارک است. او سرآشپز و یکی از بنیان‌گذاران رستوران سه‌ستاره مائمو در اسلو است. رستوران او یکی از نخستین رستوران‌هایی است که در میان کشورهای نوردیک موفق به دریافت سه ستاره میشلن شد.